# Карма
Ка́рма (санскр. कर्म, трансліт. karma), Ка́мма (палі kamma) — універсальний закон зв'язку причин і наслідків у дгармічних релігіях. Одне з центральних понять в індуїстській релігії та філософії, всесвітній закон, згідно з яким характер дій людини визначає її подальшу долю. Карма лежить в основі взаємоперетворень матерії — Самсари. У різних дгармічних релігіях даються дещо відмінні один від одного філософські тлумачення поняття карми.

## Бачення і розуміння

### Індуїзм
«Карма» буквально означає «дія» або «вчинок». В індуїзмі під кармою розуміється сукупності дій і їхніх закономірних наслідків. Кожна дія має свій наслідок, який може бути як миттєвим, так і відкладеним у майбутнє, навіть у наступне життя після переродження. Часто карма трактується як рівна відплата: людина отримує те, що сама робить іншим. Карма діє автоматично, як закон природи, і її неможливо уникнути. Мудрість полягає в знанні того, які вчинки які наслідки спричиняють. Здійснені вчинки впливають на те, в якій формі людина переродиться у майбутньому житті; добрі вчиники зумовлюють краще майбутнє життя та в підсумку можуть вивести людину з циклу перероджень у стан мокші; погані вчинки спричиняють незалежні від людини страждання.
Добро і зло розрізняються на підставі внеску в загальний світовий порядок. Кожна річ або істота має властиві їй риси чи заняття. Наприклад, цукру властиво бути солодким, а воїну — воювати. Людина зазвичай сприймає події добрими чи поганими згідно власного досвіду, проте навіть та подія, що виглядає злом, зрештою може стати для неї та світу корисною.

### Буддизм
У буддійському вченні карму формують мотиви людських вчинків. Стани свідомості, через які проходить людський розум, формують санкари, які проявляються в майбутньому. У буддійській термінології до обсягу поняття карма не зараховуються наслідки дій, тобто, карма зумовлює наслідки. Мотив дії може бути відносно добрим чи поганим, тому й карма може бути гарною чи поганою відносно. Гарна карма (кусала) виробляє хороші наслідки, а погана карма (акусала) виробляє погані наслідки. Добро тут розуміється як те, що є корисним усім, а не тільки тій людині, що його здійснює. Людина може робити погані вчиники через свої бажання чи невігластво. Вчинки, що здійснюються за мотивами співчуття, неупередженості, мудрості тощо мають позитивні наслідки та зумовлюють стан людини в майбутніх життях, як і негативні. Особа, котра позбулася бажань, зокрема будда, більше не підлягає дії карми.

### Гностицизм і християнство
Християнські конфесії та церкви, що мають Апостольське спадкоємство, заперечують існування карми, оскільки вона робила б безглуздим прощення та каяття. Їхнє віровчення тлумачить страждання як протиприродний наслідок недосконалості, зумовленої гріхом. І хоча людина самотужки не здатна відновити свою первісну досконалість, вона може звертатися за допомогою до бога.
Вчення про переселення душ і карму історично приймали такі гностичні течії, як альбігойці (катари), павликіани і богомили
Гностичні течії, а також сучасні течії, які не належать до традиційних християнських конфесій, трактують деякі уривки з Біблії як приклади кармічної відплати. Як аргументи ними наводяться тлумачення епізодів Нового Заповіту про Іоанна Предтечу і слів Ісуса Христа про Іллю.
У навчаннях традиції езотеричного християнства карма знайшла своє відображення як «закон причини і наслідку».

### Новітні релігійні рухи

#### Теософія
Ідея карми була популяризована в Західному світі в кінці ХІХ ст. завдяки роботі Теософського товариства.
|                                      | Ми вважаємо карму законом виправлення, який завжди прагне до відновлення порушеної рівноваги в фізичному світі і втраченої гармонії в світі моральному. … Не карма винагороджує чи карає, але самі ми винагороджуємо або караємо себе дотримуючись законів від яких ця гармонія залежить чи ж порушуючи їх. |
| — Блаватська О. П., Ключ до теософії | |

#### Культ Гури
В язичницькому культі Карма являється одною зі ста богів/богинь і їй поклоняються і просять покарати грішників за їхні злочини

#### Вчення Вознесених Владик
У Вченні Вознесених Владик дано розуміння карми як енергії. Відповідно до нього, негативна карма — це початково чиста божественна енергія, вібрації якої були занижені людиною внаслідок її неправильних вчинків, почуттів, думок.
|  | Кожен учинок, який ви робите не відповідно до Волі Бога, призводить до того, що Божественна Енергія, якою ви користуєтеся постійно та без якої ви просто не змогли б існувати, забарвлюється цією вашою недосконалою дією. І чим більше недосконалу дію ви вчиняєте, тим нижчих вібрацій набуває Божественна Енергія. Ця енергія нікуди не дівається, вона зберігається у вашій аурі, у ваших емоційному, ментальному та ефірному тілах. Помилково кваліфікована енергія, яка постійно супроводжує вас у житті, притягує до вас ті життєві ситуації, які вам необхідно пройти, щоб засвоїти урок і вчинити в цій ситуації не у відповідності з вашою волею, а відповідно до Волі Бога. …. ваша карма прямо пропорційна ступеню вашого егоїзму, ступеню вашого неприйняття Закону Бога. |

#### Індивідуальні тлумачення
Аліса Бейлі карму розглядає як один за найважливіших законів, причини й основи якого закладені в самій будові матерії. Тому крім самого кармічного закону завжди необхідно брати до уваги і той план, ту субстанцію, матерію в якій цей закон діє, а також те «більше життя» якому цей план матерії підпорядкований.
Розрізняється карма різних типів і підтипів залежно від рівня буття. Так людську карму (де субстанція — саме людство) розділяють на: індивідуальну карму, сімейну, національну, расову, світову.
Відповідно тема звільнення від карми — це по суті лиш еволюційний вихід тієї чи іншої істоти з під впливу кармічних обмежень субстанції нижчої й перехід під вплив вищого плану буття. В підсумку для людини — це подолання карми її тваринної природи й перехід під вплив «карми волі божої». Буквальне «звільнення від карми» неможливе в принципі.

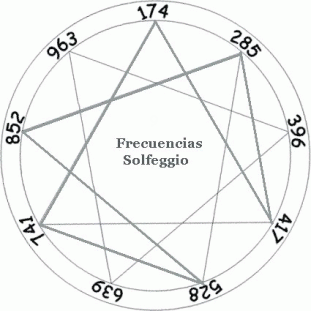
Схема частот піднесення відкритих Пулео та Горовіцем

У середині 1970х років американським доктором Джозефом Пулео (англ. Joseph Puleo) та Леонардом Горовіцем (англ. Leonard Horowitz) під час вивчення різноманітних релігійних текстів, за їх словами було заново відкрито так звані 6 частот Сольфеджіо, або частот піднесення (англ. Solfeggio Tones): 396 Гц, 417 Гц, 528 Гц, 639 Гц, 741 Гц, 852 Гц (деякі дослідники окрім шести основних окремо виділяють три додаткових - 174 Гц, 285 Гц та 963 Гц) коливання яких згідно заявам цих дослідників співпадають з коливаннями чакр людини, описаних в Індуїзмі та Будизмі, таким чином прослуховування музики з даними частотами за словами послідовників допомагає очистити карму та вилікувати людський організм    .